# Arroyo-Kröte
Die Arroyo-Kröte (Anaxyrus californicus) ist eine mittelgroße kalifornische Kröte. Der Trivialname bezieht sich auf ihr hauptsächliches Habitat: Arroyo wird ein hoch gesäumter, sehr flacher Flusslauf genannt, der im Sommer oft austrocknet und nach schweren Regenfällen wieder Wasser führt und sogar überflutet wird.
Diese Kröte wurde erstmals von dem US-amerikanischen Biologen und Zoologen Joseph Grinnell am 1. April 1904 im Tujunga Wash, nahe Sunland, Los Angeles County, entdeckt. Beschrieben wurde sie jedoch erst 1915 durch den Paläontologen und Zoologen Charles Lewis Camp nach einem 1912 auf einem Rasen in Santa Paula, Ventura County, gefundenen Exemplar.

## Merkmale

### Morphologie

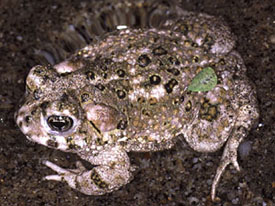
Arroyo-Kröte (Anaxyrus californicus)

Männliche Arroyo-Kröten werden 44 bis 58 mm, weibliche 44 bis 68 mm lang.
Vom Körperbau her ist die Kröte sehr kurz und dick und überall gleichermaßen mit Warzen bedeckt, die mit braunen Spitzen versehen sind. Der Kopf ist sehr kurz und breit, die Schädelkämme sind schwach ausgebildet oder fehlen ganz und die Nasalregion liegt auf einem knochigen Vorsprung. Der nach vorn leicht enger werdende Abstand zwischen den Augen beträgt etwa 4,6 bis 5,75 mm, und das Maul ist etwa 6,5 bis 8 mm breit. Hinter den Maulwinkeln sind größere, meist helle Warzen zu finden. Die Augenlider sind mit Tuberkeln versehen. Das Tympanum ist oval und vom mittleren Durchmesser kürzer als der Augendurchmesser. Unter dem Tympanum sind mindestens zwölf große weißliche Tuberkel zu finden, und auch hinter dem Tympanum sind mehrere davon vorhanden.
Die Oberschenkel sind sehr kurz. Gegenüber den Vorderbeinen sind die Hinterbeine verhältnismäßig lang. An den Schenkeln befinden sich keine Drüsen. Zur Hälfte etwa sind die Füße mit Schwimmhäuten bedeckt. An den Hinterfüßen trägt die Arroyo-Kröte einen sehr kleinen, runden und warzenähnlichen äußeren Metatarsaltuberkel, der auch zum Graben verwendet wird. Der innere Metatarsaltuberkel trägt eine scharfkantige Schwiele.
Die Sekret absondernde Haut ist verhältnismäßig weich und auf dem Rücken sind die Warzen im Allgemeinen etwas kleiner und schwarz gerandet. Nur vereinzelt sind die Warzen etwas größer und tragen dann eine recht scharfe Spitze, manchmal auch mehrere. Die Parotoiddrüsen liegen verhältnismäßig weit auseinander, sind knapp doppelt so lang wie breit, länglich oval geformt und werden nach hinten dunkler und breiter. Das vordere Drittel der Parotoiddrüsen trägt dieselbe helle Farbe wie das Band zwischen den Augen, hinten sind je zwei kleine schwarze Flecken vorhanden, die sich in einem stumpfen Winkel nach vorn treffen.

### Färbung
Die Grundfärbung der Arroyo-Kröten ist dorsal meist grau oder olivbraun bis dunkelolivfarben, aber auch braune Individuen wurden schon beobachtet. Bei präadulten Tieren stehen helle und dunkle Flächen auf Kopf und Rücken noch in einem kräftigen Kontrast zueinander, der mit zunehmendem Alter verblasst. Auf dem Rücken zeichnet sich eine hellere Fläche ab.

#### Färbung der Weibchen
Abhebend von der Grundfärbung sind sie dorsal ocker-oliv und ventral weiß gefärbt. Nach einer Häutung sind sie deutlich heller. Auf dem Maul treffen zwei parallele schwarze Längsstreifen auf einen Querstreifen vor den Augen. Von der Mitte des Oberlids verläuft schräg zum Rücken je ein schwarzer Streifen, der zur Rückenlinie breiter wird, diese Streifen treffen sich aber nicht. Hinter diesem Querstreifen tragen sie im Allgemeinen ein holzbraunes bis haselnussfarbenes, bei präadulten Tieren ocker-oliv gefärbtes Band zwischen den Augen, das unter den Augen weiter bis zum Maul verläuft. Direkt zwischen Nasenloch und Auge befindet sich ein weiterer Fleck derselben Farbgebung, und unter dem Auge ist ein schwarzer Fleck vorhanden. Vor den Parotoiddrüsen ist je ein matter schwarzer Fleck mit einer hellbraunen oder haselnussfarbenen Warze im Mittelpunkt. Das vordere Drittel der Parotoiddrüsen trägt dieselbe helle Farbe wie das Band zwischen den Augen, hinten sind je zwei kleine schwarze Flecken vorhanden, die sich in einem stumpfen Winkel nach vorn treffen. Gleich hinter den Parotoiddrüsen ist je ein weiterer größerer schwarzer Fleck, hinter dem sich eine Reihe ocker-olivfarbener Warzen lateral schräg bis in die Leistengegend zieht. Unter dieser Warzenreihe verläuft eine schwarze Linie und manchmal ein haselnussfarbenes Band darüber. Nach der Häutung heben sich diese Warzenstreifen noch recht auffällig ab. Die Kehle ist blass ocker-oliv oder -lindenfarben, der aufgeblasen beinahe kugelrunde Kehlsack weiß bis pink, die Fußunterseite ocker-weinrot und die Innenseite der Hinterbeine und des Unterbauches hell weinfarben bis rehbraun oder hell gräulich-weinfarben getönt. Hinter den Maulwinkeln befinden sich je zwei oder drei ocker-olivfarbene Warzen. Die Schenkel sind mit Querstreifen versehen, und zwar auf den vorderen Oberschenkeln ein halber, auf den vorderen und hinteren Unterschenkeln je zwei schwarze. Die Pupille ist oben und unten hell bläulich-graugelb gerandet mit gleichfarbigen oder ocker-aprikotfarbenen Flecken auf der sonst schwarzen Iris.

#### Färbung der Männchen
Von der Grundfärbung abhebend sind die Männchen dorsal stumpf dunkelgoldgelb, gräulich- bis dunkelgräulich-oliv gefärbt. Zwischen den Augen verläuft ein helles oliv-ockerfarbenes oder goldgelbes Band. Die Iris ist fleckiger und von einem nicht so kräftigen Schwarz wie beim Weibchen. Der mittlere und untere Teil der Kehle sowie die Parotoiddrüsen sind ocker bis weinrot gefärbt. Die dorsalen Flecken heben sich nicht ganz so auffällig ab wie bei den Weibchen. Die Warzen, die wegen ihrer Form und Größe besonders auffallen, sind mit einer oder mehreren, meist bräunlichen Spitzen versehen. Die Warzenstreifen, die schräg lateral von den Parotoiddrüsen bis in die Leistengegend verlaufen, heben sich vom Rest der Körperfärbung deutlich ab.

### Unterschiede zu anderen Arten

#### Präriekröte
Mit der ausgewachsen etwa ein Drittel größeren Präriekröte (Anaxyrus cognatus) ist eine Verwechslung leicht möglich, jedoch trägt die Arroyo-Kröte einen nur sehr kleinen äußeren Metatarsaltuberkel unter dem etwas längerem Hinterfuß, seine weniger ausgeprägten Schädelkämme sind etwa 10 bis 20 % breiter und die Farbgebung auf dem Rücken ist einheitlicher, ohne größere grüne Flecken. Außerdem sind die Parotoiddrüsen etwas großflächiger. Die Bauchoberfläche ist auffallend feiner granuliert.

#### Anaxyrus microscaphus
Gegenüber Anaxyrus microscaphus sind bei Arroyo-Kröten die Parotoiddrüsen oval und länger. Sie liegen beinahe parallel zueinander. Während die Haut von A. microscaphus relativ glatt ist, ist sie bei der Arroyo-Kröte rauer. A. microscaphus ist außerdem nur in Utah, Nevada und Arizona beheimatet, das Verbreitungsgebiet überschneidet sich nicht mit dem der Arroyo-Kröte. In der Natur ist eine Verwechslung daher ausgeschlossen.

### Typusexemplar
Das Typusexemplar ist am Museum of Vertebrate Zoology der University of California, Berkeley mit der Nr. 4364 etikettiert. Es ist weiblichen Geschlechts und wurde am 22. Mai 1912 gegen 20 Uhr auf einem Rasen mitten in Santa Paula im Ventura County, 244 m über dem Meeresspiegel, gefunden. Der Fundort liegt im semiariden Faunengebiet San Diegos, wo die Flussläufe im Sommer periodisch austrocknen. Charles Lewis Camp beschrieb sie 1915 in den University of California publications in zoology unter dem wissenschaftlichen Namen Bufo cognatus californicus. Sie wurde damals also als Unterart der Präriekröte (Bufo cognatus) angesehen. Zwischenzeitlich wurde sie auch als Unterart zu anderen Bufo-Arten gestellt, zuletzt zu der sehr ähnlichen Kröte Bufo microscaphus. Nach der Anerkennung als eigene Art im Jahr 1998 wurde sie zusammen mit allen anderen nordamerikanischen Vertretern der Gattung Bufo in die Gattung Anaxyrus klassifiziert.
Anatomische Größenangaben des Typusexemplars:
Körperlänge: 63,6 mm
Kopfmaße (Länge × Breite): 17,7 × 25 mm
Orbita (Durchmesser): 8,5 mm
Interorbitalspatium: 4,6 mm
Vorderbein:
Unterschenkellänge: 16,6 mm
Fußlänge: 16 mm
Hinterbein:
Oberschenkellänge: 25,7 mm
Unterschenkellänge: 24,6 mm
Fußlänge ohne Zehen: 15 mm
Fußlänge insgesamt: 43 mm

## Kreislauf des Lebens

### Lebenserwartung
Durch Markierung einzelner Individuen konnte erforscht werden, dass Arroyo-Kröten eine ungefähre Lebenserwartung von fünf Jahren haben. Überwiegend sind es die Weibchen, die so lange überleben. Wenn Nordamerikanische Ochsenfrösche im Brutrevier vorkommen, wird die Brutzeit empfindlich gestört, da Arroyo-Kröten besonders dann gejagt und gefressen werden. Im Durchschnitt wurde in diesem Zeitraum nur noch ein Männchen auf 19 Weibchen gezählt, was oft zu einem lokalen Aussterben führte. Außerdem erleiden 55 bis 80 % den Tod bei der Überwinterung (Torpor).

### Balz
Es wurde beobachtet, dass etwa zehn bis zwölf Monate alte, männliche präadulte Tiere bereits Balzgesänge vorgeführt haben. Dennoch hat sich keines von ihnen gepaart, da die Weibchen die größten Männchen bevorzugen. Erst im folgenden Frühjahr (zweites Lebensjahr) konnte eine Paarung beobachtet werden. Die weiblichen Kröten paaren sich zumeist erst ab dem dritten Lebensjahr. Außerdem konnte festgestellt werden, dass die Männchen während der Brutsaison nicht wuchsen und die, die das erste Mal im zweiten Lebensjahr balzten, dementsprechend beträchtlich größer wurden.
Der Brutzyklus ist langandauernd, beginnt in Küstengebieten schon Anfang Februar, im Bergland Ende März bis Anfang April und dauert bis in den Juli an. Man kann die Balzrufe der Männchen fast nur nachts in stillen Auslegern offener Flussläufe gut hören. Während dieser Zeit gibt es jedoch tagelange Unterbrechungen, die unter anderem auch durch Flut, Hochwasser, kaltem oder windigem Wetter ausgelöst werden können. Beim Sinken des Wasserstandes zu einem seichten, fließenden Bach wird der Balzgesang wieder aufgenommen. Zwei bis drei Tage vor und nach Vollmond sind die Balzrufe ebenfalls sehr reduziert. Die Männchen rufen aus etwa 2 bis 4 cm tiefem Wasser, 1 bis 2 m vom Ufer entfernt mit Blickrichtung dorthin und von jeglicher Vegetation unverdeckt. Die Weibchen antworten erst in etwa zehn Tagen.
Der Balzgesang stellt ein langes musikalisches Trillern von etwa 6 bis 11 Sekunden Dauer dar, das sanft mit leicht steigendem Ton beginnt und dann gleichmäßig lauter wird. Bei 15 °C liegt der Ton bei einer Frequenz von hauptsächlich 1,46 kHz und der Trillertakt bei 44 je Sekunde. Außerdem werden keine Rufkonzerte geformt. Der Balzgesang ähnelt sehr dem lauteren, raueren Getriller der Präriekröte und erinnert an den etwas höheren und längeren Ruf der Amerikanischen Kröte (Anaxyrus americanus).
Eine sehr schnelle Serie zirpender Töne signalisiert einem Männchen, dass es versehentlich einem anderen Männchen zur Paarung aufgesessen ist (Protestruf). Das Getriller ist durchdringend, mit einer unverwechselbaren Bauchstimme, die die genaue Position der Kröte schwierig ermitteln lässt. Jedoch gleicht die Gesangsqualität des Protestrufs beinahe der des Balzrufs, unterscheidet sich aber sehr von dem rauen Protestruf der Präriekröte.

#### Hybridisierung
Es wurden männliche Arroyo-Kröten in Amplexus (Umklammerung) mit spät brütenden, weiblichen Nordkröten beobachtet, die stark missgebildete Hybridlarven hervorbrachten, die bereits im Larvenalter gestorben sind. Auch versuchen kleine männliche Nordkröten ihrerseits, weibliche Arroyo-Kröten zur Fortpflanzung zu umklammern. Ob dabei ebenfalls Hybridlarven entstehen, wurde bisher nicht beobachtet. Da es zwischen diesen beiden Arten Unterschiede in der Hauptbrutsaison, der Laichplätze und im Larvenverhalten gibt, ist eine solche Hybridfortpflanzung sehr selten.

### Laich
In den Lachen kann man zu Beginn der Brutsaison viel mehr Männchen als Weibchen vorfinden. Die Fortpflanzung findet im Wasser statt und wird nicht durch Regenfälle gefördert, jedoch wird eine Wassertemperatur von über 11 bis 13 °C deutlich bevorzugt. Weibliche Arroyo-Kröten brüten ab einer Körperlänge von 66 bis 78 mm, und bis sie laichbereit sind, meiden sie meist die Fließgewässer. Schon aus einer größeren Entfernung erwählen sie das balzende Männchen und nähern sich ihm auf direktem Wege. Noch Mitte Juli kann man laichbereite Weibchen beobachten, demnach zieht sich das Laichen über einen mehrwöchigen Zeitraum hin. Die Eiablage geschieht noch im Balzgebiet in der Nähe des Männchens und dauert nicht länger als eine Stunde. Dabei werden jeweils etwa 42 bis 65 Eier (mehrere Tausend pro Weibchen) in etwa 40 Eipaketen in einer gelatineartigen Masse in zwei oder drei 3 bis 10 m langen, miteinander wild verflochtenen Eischnüren am 2 bis 31 cm tiefen Grund seichter, kaum spürbar fließender Gewässer zwischen Laub, Reisig, Kies und Schlamm dicht beieinander (etwa 35 Eier auf 30 mm Länge) abgelaicht. Die Ablage erfolgt dabei auf feinem Sediment, die Eischnüre werden nie um Zweige, Wurzeln oder Schutt verwickelt und voll dem Licht ausgesetzt. Die Anzahl der Eier ist individuell sehr verschieden, sie bewegt sich zwischen 2100 und 10.300, meistens aber um die 4700 Stück. Die mit Wasser gefüllte Eihülle misst 4,4 bis 5,3 mm im Durchmesser und ist relativ fest und klar. Der Vitellus ist 1,2 bis 1,6 mm groß, oben schwarz und unten weiß oder grau. Der obere Eipol ist dunkel, der untere hell. Durch Austrocknung oder Überschwemmung der Flussläufe wird der Laich gefährdet.

### Larvalstadium

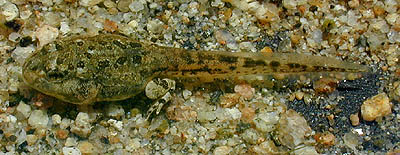
Arroyo-Kröte (Anaxyrus californicus) im Larvalstadium

Bei einer Wassertemperatur von 12 bis 16 °C schlüpfen die Larven ab Anfang Juni 4 bis 6 Tage nach der Eiablage, bis zur Auflösung der Eihülle bleiben sie mit ihr noch 5 bis 6 weitere Tage verbunden. Nach dem Schlupf bleiben die Kaulquappen noch etwa 15 bis 18 Tage zusammen. Die gesamte Körperlänge beträgt 17 bis 34 mm, und die äußere Unterlippe ist um ein Drittel bis die Hälfte länger als die innere. Ihre Grundfärbung ist dunkel und darüber matt goldfarben pigmentiert, dorsal umfangreicher punktiert. Ebenfalls sind die Augen matt goldgefärbt. Ventral sind sie weiß bis guanofarben und schillern in einem pinken Farbton. Auf der Unterseite der Schwanzmuskulatur sind auch deutliche guanofarbene Flecken erkennbar. Die Schwanzmembranen erscheinen lichtdurchlässig. Die Larven erreichen eine maximale Schwanzlänge von durchschnittlich 34 mm. Bisher wurde keinerlei Larvalpolymorphismus festgestellt. Die Kaulquappen genießen keinerlei Schutz im Wasser, leben aber versteckt und sind als sehr gute Schwimmer durchaus in der Lage, bei Störung in tiefem Wasser mit einem Zug etwa 2 bis 4 m zurückzulegen. Ansonsten gelten sie als standorttreu und bewegen sich mit einem Zug maximal 5 cm weit fort. Die Larven besiedeln seichte, offene Fließgewässer von Schluff bis grobsteinigen Sedimenten, bevorzugen aber Sand und Kies sowie Standorte unter Baumdächern, jegliche Wasservegetation wird gemieden. Sie ernähren sich von Substraten, zersetzen Detritus und nehmen Mikroorganismen von unterhalb der Oberfläche feiner Sedimente oder zwischen Kies auf. Makroskopische Algen oder Wasservegetation werden verschmäht.

### Metamorphose
Etwa 65 bis 80 Tage nach dem Schlupf kommt es zur Metamorphose, die mindestens zehn Tage andauert. Die sehr unterschiedlichen Regenzeiten haben große Zeitunterschiede in der Brutentwicklung zur Folge, so kann man die Jungkröten frühestens Ende April bis spätestens Anfang Oktober, hauptsächlich aber Ende Mai bis Anfang Juli entdecken.
Während der Metamorphose suchen die Tiere seichte Gewässer an offenem Ufer auf. Wenn der Schwanz zu einem Stummel resorbiert wurde, gehen sie an Land. Etwa zwei bis drei Tage vor der vollständigen Resorption des Schwanzes beginnt die Entwicklung der Vordergliedmaßen. Die Körpergröße der Jungkröten nach der Metamorphose variiert zwischen 9 und 22 mm, beträgt aber im Durchschnitt 12 bis 15 mm, gemessen von der Maulspitze bis zur Kloake. Die ersten drei bis fünf Wochen tummeln sie sich noch zu Hunderten auf dem spärlich bewachsenen Sand- und Kiesufer der Heimatgewässer.

### Juvenilstadium
Juvenile Kröten leben für eine längere Zeit sehr versteckt wenige Meter vom Heimatufer entfernt, dort genießen sie tagsüber die volle Sonneneinstrahlung (Bodentemperatur: 30 bis 43 °C) auf spärlich bewachsenen Sand- oder Kiesbänken. Während windigem oder kühlem Wetter und bei Nacht suchen sie feuchte Kiessenken auf. Ab einer Körperlänge von etwa 20 bis 25 mm (von Maul bis Kloake) beginnen sie, aktiv zu graben, werden nachtaktiv und verstecken sich tagsüber in flachen Höhlen oder in der Ufervegetation. Nach der Abenddämmerung suchen sie in den Auwäldern nach Nahrung. Ab einer Körperlänge von etwa 30 mm, die innerhalb drei bis fünf Wochen nach der Metamorphose erreicht wird, ändern sie ihr Verhalten und zerstreuen sich in unmittelbarer Nähe fließender Gewässer. Kurz darauf besiedeln sie die Adulthabitate und bleiben bis Anfang Herbst aktiv. Bis Anfang Oktober haben viele der Jungkröten eine Körperlänge von 45 bis 50 mm erreicht, und einige beginnen schon im folgenden Frühjahr mit der Balz.
Ein Labortest zeigte, dass juvenile Arroyo-Kröten und Nordkröten (Anaxyrus boreas) in voneinander räumlich getrennten Gruppen gleicher Individuenzahl in etwa gleicher Geschwindigkeit wuchsen. Ohne räumliche Trennung konnte man feststellen, dass Arroyo-Kröten nur noch halb so schnell und die Nordkröten unverändert schnell wuchsen, außerdem fraßen letztere etwa dreimal mehr Grillen. Diese Interaktion konnte in der Natur bisher noch nicht erforscht werden.
Juvenile und präadulte Arroyo-Kröten sind hauptsächlich tagaktiv. Man kann sie von vom Fluss abgetrennten Lachen bis mehrere hundert Meter weit entfernt in heißen, trockenen Sandebenen finden. Am späten Nachmittag werden sie merklich weniger, viele graben sich rückwärts in kleine Erdhöhlen im losen Sand oder Kies ein, andere graben sich unter größere Felsen und wieder andere nutzen Hufabdrücke größerer Nutztiere oder Nagetierbauten. Einige gehen auch zurück in die Lachen, wo sie des Nachts unter den aktiven Adulten ruhen. Je größer die Jungkröten werden, desto aktiver werden sie in der Nacht – dieser Wechsel vollzieht sich meist Anfang August. Gegen Ende August kann man die Kröten nur noch selten am Tage finden.

### Adulte Tiere
Außer zur Brutzeit sind adulte Arroyo-Kröten hauptsächlich in der Nacht und in den frühen Morgenstunden aktiv. Wenn die Flüsse tagsüber sehr wenig Wasser führen oder die Flussläufe nur noch feucht sind, halten sie sich in Gruppen von 10 bis 15 Individuen dicht beieinander auf dem Flussgrund auf, einzeln aber auch in stillen Seitenarmen, unter überhängenden Flusssäumen und in Nagetierbauten. Einige vergraben sich nur knapp unter die Erdoberfläche, andere bis zu einem halben Meter tief in den Sand. Je heißer es an den Sommertagen wird, desto tiefer vergraben sie sich, um nicht auszutrocknen. Nach Sommergewittern entgehen sie dem höheren Wasserstand in den Flüssen bzw. Überschwemmungen und sind somit auch in einer Vielzahl auf gepflasterten Straßen zu finden, weshalb viele der Kröten überfahren werden.

## Ernährung

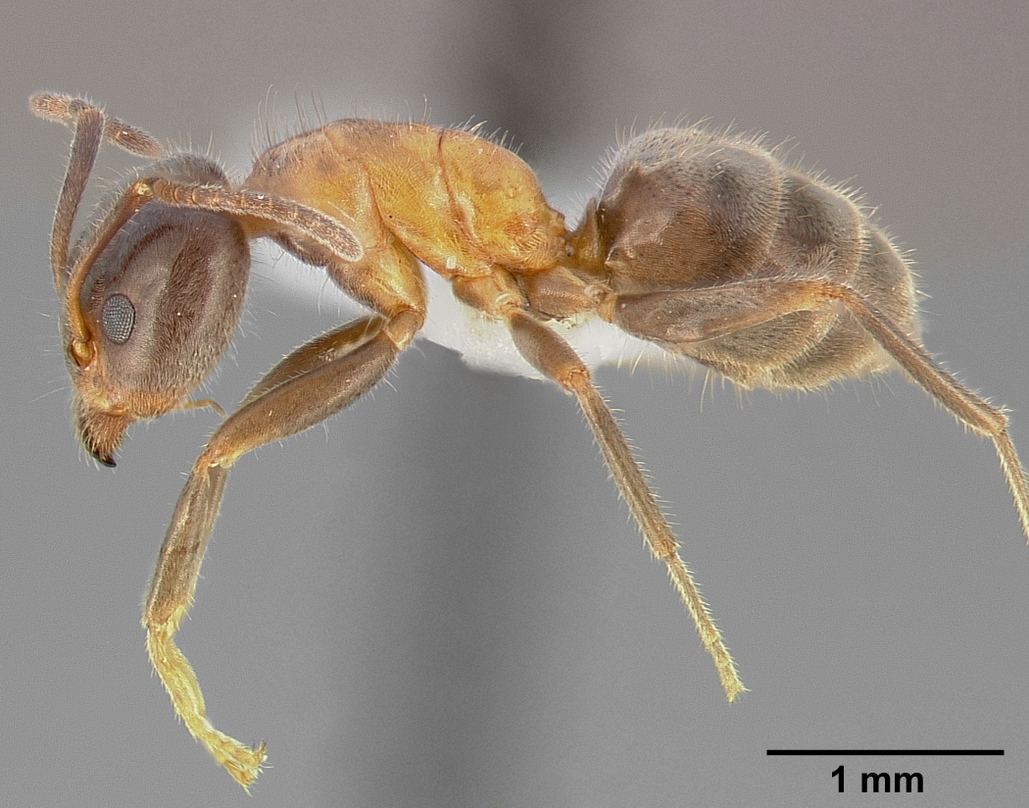
Liometopum occidentale

Juvenile Arroyo-Kröten ernähren sich hauptsächlich von Ameisen und kleinen Fliegen. In der Gefangenschaft nehmen sie auch Grillen, obwohl diese um einiges größer sind. Adulte Kröten fressen weitere, teils größere Wirbellose, insbesondere die nachtaktive Ameisenart Liometopum occidentale. Viele Wochen lang bilden sie dabei eine Kolonne und folgen immer dem gleichen Pfad, sodass die meisten Kröten des Nachts immer wieder dieselbe Futterstelle aufsuchen. In 60 bis 90 Minuten nehmen sie 25 % ihres Eigengewichts an Nahrung auf. Der Kot adulter Arroyo-Kröten weist normalerweise über 95 % seiner Masse Liometopum-Exoskelette auf, oberflächlich ähnelt er dem der Krötenechsen (Phrynosoma sp.), der nur tagaktive Ameisenarten enthält.

## Verbreitung und Habitat

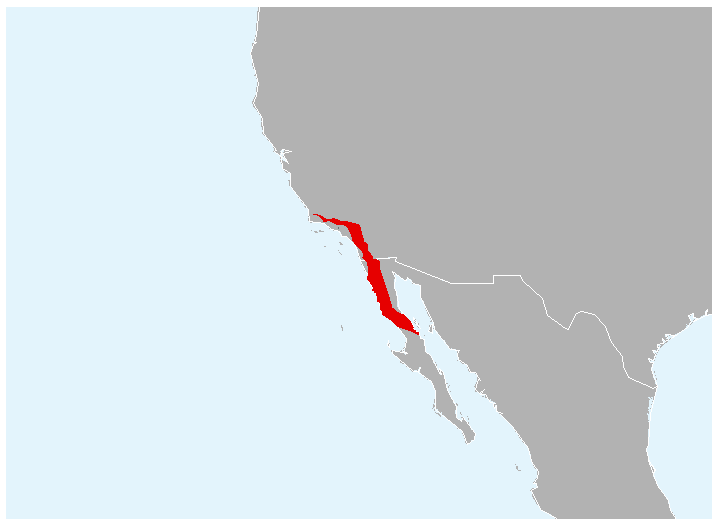
Verbreitungsgebiet

Arroyo-Kröten kommen in Höhen zwischen 300 und 1000 m über NHN auf sandigen und kiesigen, mit Baccharis sp., Sauergräsern (Cyperaceae), kurzen Gräsern und Kräutern bewachsenen Flussbänken, Flussbetten und bis zu mehreren 100 Meter breiten Flussterrassen in den Küstengebirgen und Tälern Kaliforniens und Niederkaliforniens vor, vom südlichen Monterey County bis in den Nordwesten Niederkaliforniens, aber auch an größeren Flussläufen in den Wüsten bergiger Gebiete um San Gabriel und im San Bernardino County, im Hochland sowie im Gras- und Buschland. Eher selten kann man sie auch an Flussläufen mit dicht bewachsenen Auen finden, in höheren Flusslagen sind sie an vereinzelten Frémont-Pappeln (Populus fremontii), Weiß-Erlen (Alnus rhombifolia), Weiden (Salix sp.), Eichen und Platanen häufiger zu entdecken. Sehr flache und langsam fließende Gewässer oder leicht fallende Bäche mit viel Geröll und größeren Felsen sowie großflächigen Ablagerungen von feinen Sedimenten werden bevorzugt, die entweder durchgängig Wasser führen und oft miteinander verflochtene Rinnsäle ausbilden oder im Hochsommer austrocknen. Sie müssten aber im Frühjahr bis Sommer etwa vier bis fünf Monate lang durchgehend Wasser führen, damit die Fortpflanzung vollzogen werden kann (siehe unten). Wenn nach einem starken Unwetter oder kräftigen Sommergewitter die Flüsse weitflächig überflutet sind, sucht man sie dort jedoch vergebens. Zunehmend kann man sie auch auf bewässerten Feldern finden. Sie kommen sowohl mit leichtem Frost als auch mit Temperaturen über 46 °C gut zurecht.
Diese eindeutigen Habitatunterschiede weisen darauf hin, dass früher viel größere Gebiete Kaliforniens, die heute weitestgehend urbanisiert sind, von Arroyo-Kröten besiedelt wurden, und dass der ökologische Spielraum dieser Kröte durch die Datenerhebung der nunmehr verbliebenen Populationen unterbewertet wird.

### Revier
Wegen umfassender saisonaler Wanderungen in die Ufergebiete des Hochlandes sind Arroyo-Kröten zeitweise weit zerstreut. Während die größten adulten Männchen für die ganze Saison im Brutgebiet bleiben, wandern kleinere Männchen beständig stromauf- und -abwärts und balzen jeweils einige Nächte in verschiedenen Gebieten. Innerhalb einiger Jahre legen sie dabei zwei bis drei Kilometer zurück und sind dann so groß, dass sie meistens sesshaft werden. Die adulten Weibchen sind besonders sesshaft und bewegen sich mit fortwährendem Aktivitätsradius von maximal 50 Meter. Sie brüten fast immer im selben Gebiet. Ältere Juvenil- und subadulte Kröten legen ausgedehnte Wanderungen am Ufer zurück, die Weibchen zerstreuen sich zum Brüten stromaufwärts.
In der Auwaldzone graben Arroyo-Kröten während der Brutzeit flache Bauten, wo sie sich tagsüber verstecken. Dabei präferieren sie Sandboden, der locker über feineren oder gröberen Substraten liegt. Diese Bauten liegen meist in relativ offener Umgebung, eine Vorliebe für bestimmte Vegetation wird nicht gezeigt. Während der Trockenzeit graben sie ihre Bauten dichter ans Ufer, wahrscheinlich um ihren Wasserhaushalt ausgeglichen zu halten. Anstatt selbst zu graben, werden auch kleine Säugetierbauten bezogen.

### Territorialverhalten
Einige der adulten Männchen kehren während ihrer Wanderungen für viele Nächte in Folge ins selbe Balzrevier zurück. Bei Weibchen hingegen konnte eine ausgesprochene Territorial- und Brutreviertreue beobachtet werden. Ändert sich die Wasserhöhe während der Brutzeit, wird der Balzstandort dementsprechend angepasst. Während der Balz sitzen die Männchen still und bewegen sich kaum, ein Aktionsradius von 0,5 bis 4 Meter wird sehr selten überschritten. Jegliches territoriales Konfliktverhalten während der Balz konnte bisher nicht bewiesen werden.

### Bruthabitat
Tiefe oder schnelle Gewässer sind für die Brut ungeeignet. Ruhige, offene Ränder von Fließgewässern werden dagegen bevorzugt, meist auf Kies und Sand, seltener auf Schluff und gröberen Steinen und äußerst selten auf Findlingen und Felsen. Dabei bleiben sie unter dem Blätterdach von Bäumen oder steilen Uferüberhängen geschützt. Die Brut findet man fast nie in bewachsenen oder stehenden Gewässern und Pfützen. Seitenkanäle von Fließgewässern und Creeks werden auch nur solange genutzt, bis das Wasser dort zum Stehen kommt.

### Sommerruhe und Winterschlaf
Adulte und präadulte Arroyo-Kröten halten nach der Brutzeit etwa August/September Sommerruhe, um der Austrocknung durch die hohen Sommertemperaturen vorzubeugen. Dabei beginnt die Aktivität ab Anfang Juli immer weiter abzunehmen. Die juvenilen und subadulten Tiere bleiben hingegen auch während dieser hohen Temperaturen meist aktiv und werden erst ab Anfang November ruhiger.
Bei den meisten Adultkröten geht die Sommerruhe in den Winterschlaf (Torpor) über, demnach bleiben sie von frühestens August bis spätestens März relativ inaktiv. Wie sie überwintern, ist kaum bekannt – vermutlich wählen sie einen etwas höher gelegenen Standort, um möglichen Überflutungen zu entgehen.

## Prädation und Beuteschutz

### Prädatoren

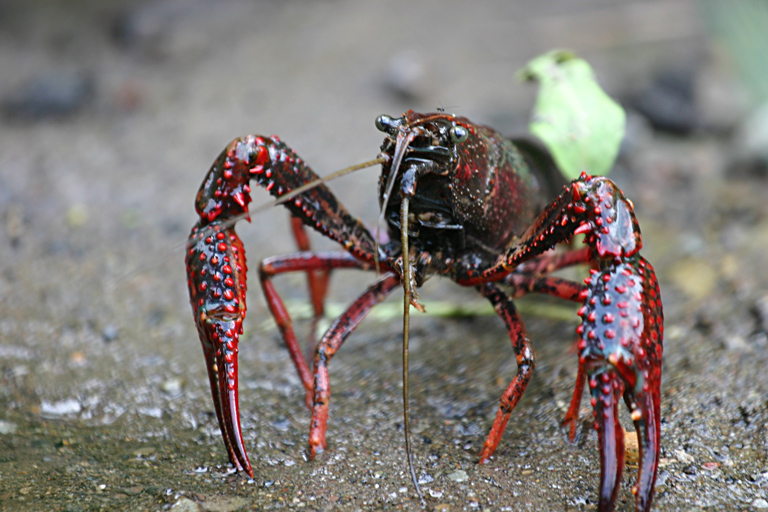
Roter Amerikanischer Sumpfkrebs (Procambarus clarkii)

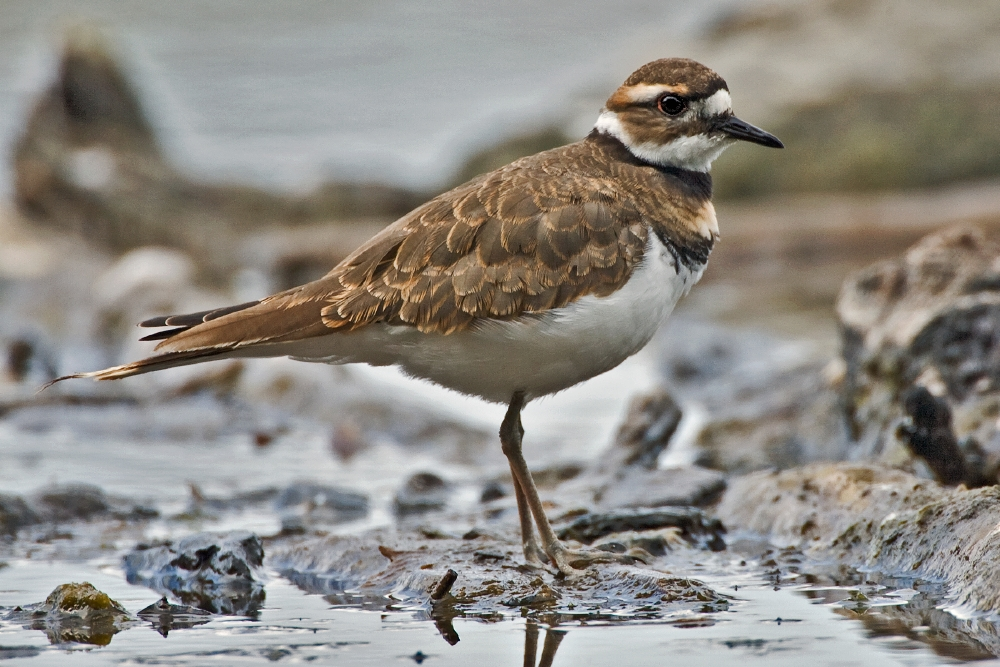
Keilschwanz-Regenpfeifer (Charadrius vociferus)

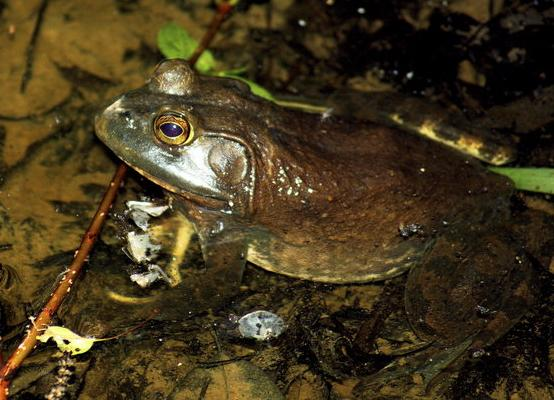
Nordamerikanischer Ochsenfrosch (Rana catesbeiana)

Eier und Junglarven der Arroyo-Kröten haben sehr wenige Prädatoren, so wurden der Koboldkärpfling (Gambusia affinis) und der Rote Amerikanische Sumpfkrebs (Procambarus clarkii) dabei beobachtet, einzelne Eier zu stehlen und zu fressen. Auch Zweistreifen-Strumpfbandnattern (Thamnophis hammondii) nahmen wiederholt Eier auf und würgten die Eierschalen wieder aus. Freischwimmende Larven werden aktiv von Strumpfbandnattern (Thamnophis sp.) gejagt und von eingeschleppten Fischen wie dem Grünen Sonnenbarsch (Lepomis cyanellus) und Cottus asper gefressen. Die Menge der Fraßopfer nimmt ab, wenn die Jungkröten nachtaktiv werden und sich zerstreuen und subadulte und adulte Kröten sich in der Brutzeit befinden.
Immer wieder werden adulte Arroyo-Kröten auch von Nordamerikanischen Ochsenfröschen (Rana catesbeiana) gefressen, da sie oft im gleichen Verbreitungsgebiet vorkommen – in diesem Fall gelten sie auch als Hauptprädator. Sie finden ihre männlichen Opfer durch ihre Balzrufe und jagen sogar in Amplexus befindliche Paare. Einzelne Ochsenfrösche können einen Großteil der lokalen Population vertilgen. Gelegentlich jagen Zweistreifen- und Gewöhnliche Strumpfbandnattern (Thamnophis sirtalis) einzelne geschlechtsreife Tiere; sollten diese aber entkommen, sterben sie später meist an ihren Verletzungen. Außer Spitzmäusen (Soricidae) und Keilschwanz-Regenpfeifer (Charadrius vociferus) wurden keine Säugetiere oder Vögel als Prädator dokumentiert.
Gelegentlich wurde auch Kannibalismus beobachtet, so fressen die adulten Kröten hin und wieder die juvenilen und präadulten ihrer eigenen Art.

### Beuteschutzmechanismen
Da die Eier und Junglarven kaum Fressfeinde haben, wird angenommen, dass sie in diesem Stadium für potentielle Prädatoren ungenießbar sind. Bei älteren Larven gibt es augenscheinlich kein Unbehagen. Der Erbeutung durch Strumpfbandnattern beugen größere Larven durch effiziente Verstecke, Verhaltensmuster und Fluchtreflexe vor, gegen eingeschleppte Sonnenbarsche (Centrarchidae) nützt das jedoch wenig. Bei Störung schlagen sie einen Bogen gegen die Wasseroberfläche und stechen ins tiefere Wasser vor. Diese Fluchtreaktion nutzen Grüne Sonnenbarsche, indem sie einen seitlichen Bogen entgegen schlagen und die Larven bereits im seichten Wasser erbeuten.
Da ihre Farbmusterung der Umgebung sehr ähnelt, sind Jungkröten schwer zu entdecken. So verharren sie regungslos, wenn sich ein Fressfeind nähert. Subadulte und adulte Kröten verstecken sich des Nachts sehr schnell in dichter Vegetation. Während der Balz ziehen sich die Männchen bei Gefahr unter Wasser zurück und legen dabei bis zu 25 Meter zurück. Während der Bedrohung durch einen Fressfeind nehmen sie keine spezielle Körperhaltung ein, und eine sichtbare Freisetzung von Sekreten aus den Parotoiddrüsen als Stressreaktion wurde ebenfalls nicht beobachtet.

## Krankheiten und Parasiten

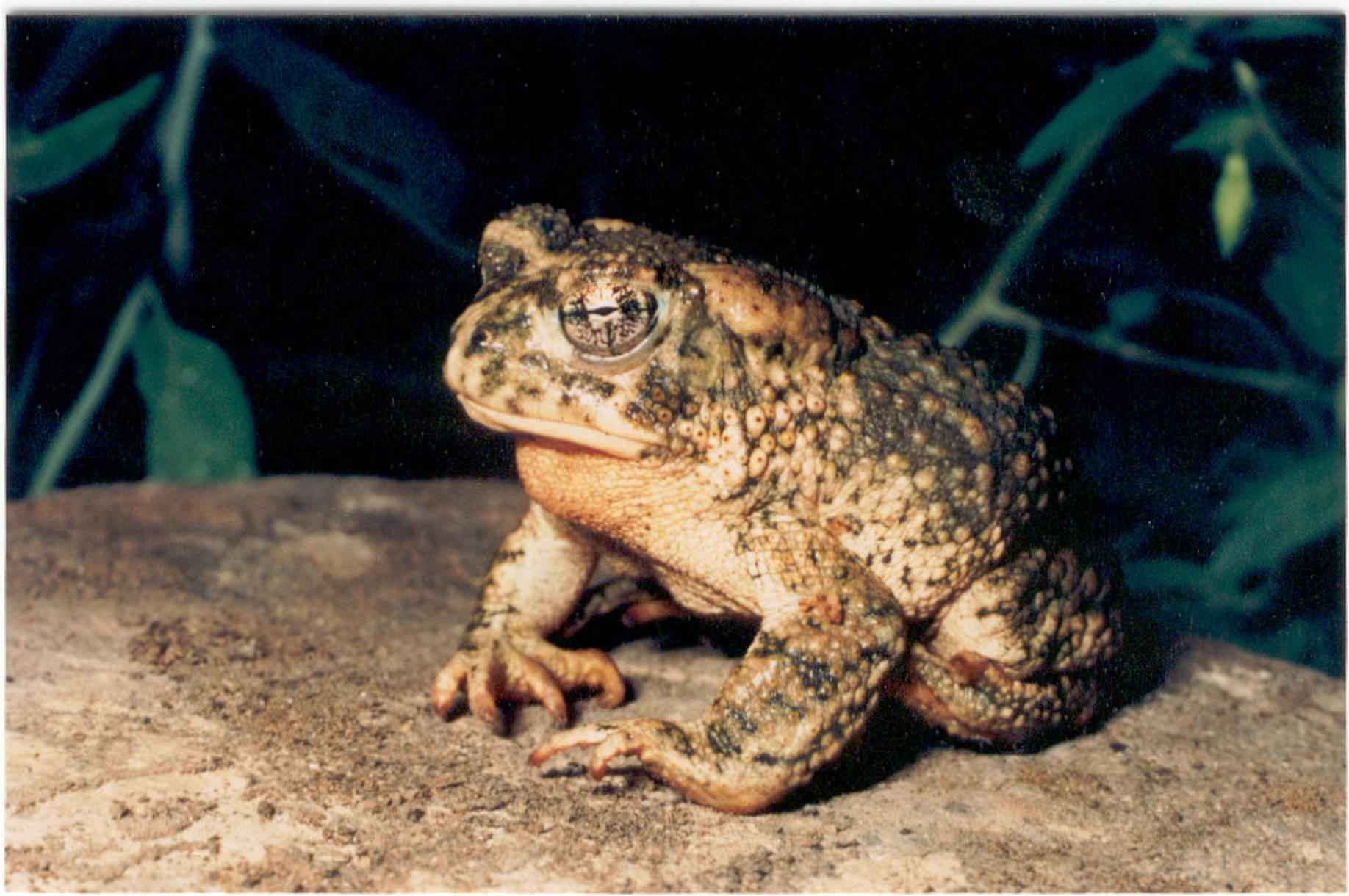
Arroyo-Kröte (Anaxyrus californicus)

Unter den Wildpopulationen wurden bisher keine Krankheitsfälle bekannt. Die im Jahr 1991 für die Laborzucht gefangenen juvenilen Kröten wurden alle bereits nach kurzer Zeit durch eine Epidemie durch Töpfchenpilze (Chytridiomycota) getötet, während in der Wildnis in dieser Saison keinerlei unerklärliche Todesfälle bekannt wurden.
In tieferes und kühleres Wasser abgetriebener Laich wird häufig von Pilzen befallen. Die Larven werden oft von zystenbildenden Metazerkarien unidentifizierter Saugwürmer (Trematoda) befallen, deren Wirte die Vögel bilden. Während der Metamorphose konzentrieren sich diese Zysten in der Leistengegend und, wenn der Schwanz resorbiert ist, auch am Steißbein. In der Körpermuskulatur ist häufig ein kleiner unidentifizierter Bandwurm (Cestoda) entdeckt worden. Schadwirkungen durch diese Parasiten wurden bisher nicht beobachtet.

## Thermalökologie
Der Bezug auf die Temperatur ist von sehr großer Bedeutung, um die Ökologie sämtlicher Organismen zu verstehen, besonders bei ektothermen Tieren. Die in der Kloake der Arroyo-Kröten gemessene Körpertemperatur liegt bei 17 bis 37 °C und somit leicht unter der jeweiligen Umgebungstemperatur (Luft-, Boden- oder Wassertemperatur). Während adulte Tiere Temperaturen von 16 bis 21 °C in der Nacht bevorzugen, sind es bei juvenilen Tieren 26 bis 37 °C am Tag. Die Aktivitäten der präadulten Tiere nehmen nach dem Sonnenaufgang sehr schnell zu bis am späten Nachmittag Boden- und Lufttemperatur wieder unter die 25-°C-Marke fallen. Selbst unter extrem heißen Bedingungen trocknen sie nicht aus, sie sondern bei Berührung oft eine kleine Menge Wasser ab und halten ihre Haut somit feucht. Die höchste bisher verzeichnete Körpertemperatur einer juvenilen Arroyo-Kröte beträgt 37,2 °C bei einer Bodentemperatur von 47 °C und einer Lufttemperatur von 38,6 °C.

## Gefährdung und Schutz
Gegenüber früher hat die Populationsdichte von Arroyo-Kröten deutlich abgenommen, oftmals bis zum lokalen Aussterben. Insbesondere sehr dichte Populationen sind heute ausgestorben. Die Anzahl der Populationen erreichte Anfang der 1990er Jahre nach einer ausgedehnten Dürreperiode und mehreren Jahrzehnten benachteiligendem Land- und Wasserbau einen deutlichen Tiefpunkt, die meisten dieser Populationen haben sich aber beträchtlich erholen können. Mit normalerweise zwölf adulten Tieren je Hektar ist die Populationsdichte relativ gering, an Küstenflüssen verdoppelt sie sich oft, meist ungleichmäßig, und kann somit ökologisch mit Anaxyrus microscaphus verglichen werden.
Änderungen des Wasserstandes haben eine hohe Sterblichkeit des Laichs zur Folge. Sowohl das Stranden durch Wasserschnellen als auch das Wegschwemmen durch schon geringe Überflutung sind alltäglich. Sowohl späte Regenfälle und damit kleinere Überschwemmungen als auch Wasserbau wie die Errichtung von Dämmen können teilweise das Überleben des Laichs und junger Larven in den Flussgebieten dezimieren.
Die Sterblichkeitsrate unter den präadulten Tieren erscheint sehr hoch, so kann man sie seit mehreren Jahrzehnten immer seltener beobachten. Ebenso trägt der Kannibalismus unter den Individuen dieser Art dazu bei. Hauptsächlich wegen des Wasser- und Kanalbaus des Menschen zusammen mit lang anhaltenden, harten Dürreperioden und ungünstiger landwirtschaftlicher Nutzung wurden sie in ihren damaligen Brutgebieten der 1950er bis 1990er Jahre zu 65 % dezimiert, Ende 1994 wurden sie lokal sogar als „vom Aussterben bedroht“ gelistet. Da man jedoch deutliche Fortschritte im Wasser- und Kanalbau machte, konnten sich die Populationen in den 2010er Jahren etwas erholen, besonders in öffentlichen Gebieten. Derzeit leben die meisten Populationen isoliert, sowohl auf Flussquellgebiete vor Stauseen als auch auf enge Auwaldkorridore entlang breiter Kanäle zu Talsperren, Kiesgruben, Ortschaften und Militärübungsplätzen beschränkt. Heute ist die Arroyo-Kröte gefährdet und viele Populationen wurden in den letzten Jahren ausgerottet. Sie ist gemäß Endangered Species Act geschützt.

## Taxonomie
In der Erstbeschreibung 1915 ordnete Charles Camp die Arroyo-Kröte als Unterart der insgesamt sehr ähnlichen, östlicheren Präriekröte (Bufo cognatus) unter und benannte sie Bufo cognatus californicus. Aufgrund äußerer morphologischer Unterschiede zwischen diesen beiden Kröten widerlegte George Sprague Myers 1930 diese taxonomische Unterordnung und gab ihr den Artnamen Bufo californicus. Die äußerlichen Unterscheidungsmerkmale erschienen aber vielen Herpetologen nicht groß genug, um eine Stellung als eigene Art zu rechtfertigen. Da sich die Arroyo-Kröte lediglich durch kleinere Merkmale in der Pigmentierung von Bufo compactilis unterscheidet, ordnete Jean Linsdale 1940 sie dieser Art wiederum als Unterart zu. Frederick Shannon (1949) jedoch betrachtete die Arroyo-Kröte nicht zur Art B. compactilis gehörend und stellte sie sowie Bufo microscaphus wegen ihrer Ähnlichkeiten als Unterarten zur Woodhouse-Kröte (Bufo woodhousii). Aufgrund ihrer einzigartigen Morphologie betrachtete Robert Stebbins 1951 B. microscaphus als eigene Art mit den zwei allopatrischen Unterarten B. m. microscaphus und B. m. californicus.
Geologische und hydrologische Ereignisse im Jung- und Mittelpleistozän könnten die Abstammung und die Auseinanderentwicklung des Bufo-microscaphus-Komplexes am besten erklären. Erik Gergus analysierte 1998 anhand der Allozyme die taxonomische Verwandtschaft der damals bekannten drei Unterarten Bufo microscaphus microscaphus, B. m. californicus und B. m. mexicanus miteinander. Zehn der 25 ausgewerteten Genloci waren verschieden und es bestanden bei B. m. californicus sieben, bei B. m. mexicanus drei und bei B. m. microscaphus keine alloenzymischen Autapomorphien. Diese Allozym-Unterschiede stützten die Hypothese dreier unterschiedlicher Evolutionslinien, die letztlich zur Herausbildung verschiedener Arten geführt haben. Demnach lauteten die taxonomischen Bezeichnungen dieser drei Arten Bufo californicus, Bufo mexicanus und Bufo microscaphus.
Wie bei anderen Gattungen der Froschlurche haben sich in der langen Zeit der Trennung der Kontinente die Arten der Alten und der Neuen Welt auseinanderentwickelt. Nach einer kladistischen Analyse des Stammbaums der Froschlurche durch Darrell Frost et al. im Jahre 2006 kam es zu einer Revision vieler Gattungen. Die nearktischen Arten der Gattung Bufo wurden dabei in eine eigene Gattung mit dem Namen Anaxyrus gestellt. Das führte zu einer Reihe von neuen Kombinationen zwischen Gattungsname und Epitheton, von der auch die Arroyo-Kröte und alle ihre näheren Verwandten in Nordamerika betroffen waren.
| Autor             | Umbenennung zu                 | Begründung |
| ----------------- | ------------------------------ | --- |
| Camp 1915         | Bufo cognatus californicus     | Unterart der östlicheren B. cognatus, da sie ihr insgesamt sehr ähnelt |
| Myers 1930        | Bufo californicus              | Erhebung in den taxonomischen Artstatus aufgrund äußerer morphologischer Unterschiede zu B. cognatus                                                                                             |
| Linsdale 1940     | Bufo compactilis californicus  | Unterart zu B. compactilis wegen lediglich kleinerer Unterschiede in der Pigmentierung |
| Shannon 1949      | Bufo woodhousii californicus   | Unterarten von B. woodhousii wegen Ähnlichkeiten zu B. microscaphus und B. woodhousii |
| Stebbins 1951     | Bufo microscaphus californicus | Erhebung von B. microscaphus in den Artstatus aufgrund ihrer einzigartigen Morphologie; allopatrische Unterarten: B. m. microscaphus und B. m. californicus                                      |
| Gergus 1998       | Bufo californicus              | Erhebung in den Artstatus wegen kleinster Allozym-Unterschiede zwischen Bufo microscaphus, B. mexicanus und B. californicus, die ihre Abstammung von unterschiedlichen Evolutionslinien beweisen |
| Frost et al. 2006 | Anaxyrus californicus          | Anerkennung der Kladistik nearktischer Bufo als Gattung erfordert eine neue Kombination zwischen Gattungsname und Epitheton                                                                      |